# 커튼콜 (드라마)
《커튼콜》은 2022년 10월 31일부터 2022년 12월 27일까지 방영된 KBS 2TV 월화 드라마이다.

## 기획 의도
'낙원'의 주인인 시한부 할머니의 소원을 이루어주기 위해, 전대미문의 특명을 받은 한 남자와 지상 최대 사기극에 얽힌 사람들의 이야기

## 방송 시간
| 방송 채널 | 방송 기간                    | 방송 시간                           | 방송 분량            |
| --------- | ---------------------------- | ----------------------------------- | -------------------- |
| KBS 2TV   | 2022년 10월 31일 ~ 12월 27일 | 매주 월요일, 화요일 밤 9:50 ~ 11:00 | 70분(중간 광고 포함) |

## 제작진

### 제작사
- 빅토리콘텐츠

### 제작
- 조윤정

### 연출
- 윤상호 : ( MBC 수목 특별기획 드라마 《태왕사신기》(공동연출), SBS 금요 드라마 《비천무》(연출), MBC 주말 미니시리즈 《탐나는도다》(공동연출), tvN 월화 드라마 《버디버디》(연출), TV조선 주말 특별기획드라마 《고봉실 아줌마 구하기》(연출), 네이버 TV 웹드라마 《아직 헤어지지 않았기 때문에》(연출), TV조선 금토 드라마 《백년의 신부》(연출), 중국 후난TV 청춘진행중 《지인단신재일기》(연출), SBS 수목 드라마 《사임당, 빛의 일기》(연출), MBC 토요 특별기획드라마 《이몽》(연출), TV조선 주말 특별기획드라마 《바람과 구름과 비》(연출), KBS 2TV 월화 드라마 《달이 뜨는 강》(연출), KBS 2TV 수목 드라마 《징크스의 연인》(연출), 영화 《메이》(감독), 영화 《아 유 레디?》(감독) 등 연출 )

### 극본
- 조성걸 : ( 영화 《방자전》(제작관리부문), 영화 《레드카펫》(제작기획진행 & 단역 - 호수공원커플 역), 영화 《숨바꼭질》(기획), 영화 《표적》(공동각본), 영화 《원스텝》 (각색), 영화 《청년경찰》(공동제작), 영화 《히트맨》(제작 & 기획) )

## 등장인물

### 주요 인물
- 강하늘 : 유재헌 (20대 후반 ~ 30대 초) 역 - "내가 다른 인생을 살아보고 싶어서 연기하는 게 아니에요, 누군가를 행복하게 하려고 연기하는 거죠. 그게 비록 단 한 명을 위한 연극이라도.. 그 한 명의 행복을 위해 연기 한다면 난 좋아요. 거기다 주인공인데 욕심내야죠. 배우라면..."

고아 출신의 무명배우. 모든 게 부족한 채 살아온 인생과는 다르게 자기애와 자존감이 넘치는 긍정적이고 낙관적인 성격의 소유자. 젊은시절 금순의 남편.
애초에 고아였으며 가진 게 없어도 불편함을 못 느꼈다.
일해서 밥 먹고, 몸을 눕힐 잘 곳만 있으면 돈은 중요하지 않다!
이런 성격이라 ‘꿈은 하고 싶은 것을 하자’라고 마음먹었고, 고아원 TV속 보아왔던 배우로 결정했다.
그렇게 10년이 지났지만 아직도 그의 얼굴이 TV에서 나올 일은 거의 없었다.
끊임없이 오디션을 보며 지방 극단의 연극배우로 소규모 공연을 도는 장돌뱅이 배우 인생, 그게 바로 유재헌이었다.
하지만 그는 언제나 긍정적이었다. ‘기회’라는 건 내가 갖고 싶다고 가질 수 있는 게 아니니까. 언젠간 온다. 그 때 잡을 수 있어야 한다. 그럼 된다. 그래서 그는 끊임없이 노력했다. 그는 ‘받은 만큼 최선을 다하는 게 진정한 프로다.’ 라는 신조가 있었다.
그러던 그에게 한 노신사가 찾아왔다. 그리고 엄청난 제안을 한다.
‘어떤 할머니의 귀순한 손자를 연기하라.’
이게 무슨 일인가? 자초지종을 듣고 보니 나쁜 의도로 벌이는 일은 아니었다.
심지어 그가 내건 이 연극의 액수는 난생 처음 들어보는 숫자다.
그리고 이 일을 수락해야만 하는 상황이 그에겐 있었다.
그래 하자. 3개월이다. 60회짜리 풀타임 공연 한번 뛴다고 생각하자. 그리고 하기로 한 거 최선을 다하자. 그는 혼신의 캐릭터 분석과 절정의 메소드 연기를 통해 순식간에 자금순의 집안에서 자리를 잡아 나간다.
그러나 문제는 전혀 예상치 못한 곳에서 발생했다.
‘가짜’인 자신이 점점 ‘진짜’가 되어 가고 있었던 것.
과연 그는 자신의 역할을 끝까지 완수하고 이 연극의 엔딩을 볼 수 있을 것인가?
- 하지원 : 박세연 (30대) 역 - "낙원이 나야, 낙원이 호텔이라면 그 호텔이 바로 나라고! 낙원을 팔아? 그건 날 죽이는 거야. 그리고 난 가만히 앉아서 죽는 걸 기다릴 만큼 바보는 아니야."

'호텔 낙원'의 막내딸이자 총지배인(GM). 현재 '호텔낙원'을 이끌고 있는 실질적인 경영자. 호텔의 밑바닥부터 총지배인이 된 사람.
그녀가 고등학생일 때, 부모님이 비행기 추락사고로 세상을 떠났다. 큰오빠는 미국에서 MBA 과정을 거쳐 해외에서 전문경영인 수업을 받고 있는 중이었고, 작은 오빠는 승계에는 전혀 관심 없는 날라리로 오직 자기 자신의 즐거움만 생각하는 그런 인간이었다.
그래서 그 시절 그녀는, 할머니의 호텔을 이어나갈 사람은 자신 밖에 없다고 생각했던 모양이다. 국내 대학을 진학한 후 곧바로 호텔의 일선에 뛰어들었다.
객실 팀의 프론트부터 지원팀의 기획실까지, 그녀는 호텔의 A~Z까지 모두 경험하고 GM에 오른 실무 라인의 리더다.
때문에 그녀는 다른 재벌들과는 다르게 ‘묘한 평범함’이 있다.
일반 직장인들의 일상과 재벌 가문의 일면이 뒤섞이며 특이한 그녀만의 분위기를 만들어낸 것이다. 바쁜 일상중엔 햄버거를 물고 일을 하다가, 주말에는 원하는 스코어를 보러 뉴욕으로 날아갈 수 있는. 관계에 거리를 두지 않는 친화력과, 출신과 상관없이 자기 위치에서 최선을 다하고 결과를 만들어내는 인물이라면 진심으로 리스펙 하는 그녀의 가치관은 그녀를 모든 임직원들에게 사랑 받는 리더로 만들기에 충분했다.
그런데 할머니의 건강이 크게 안 좋아지면서 호텔의 승계와 관련하여 인생을 뒤바꿀 의외의 인물이 튀어나온다. 그의 큰오빠 박세준. 큰오빠는 지분을, 경영은 자신이. 할머니가 살아계실 동안 그룹을 이끌던 불문율이었는데 할머니의 죽음을 앞두고 큰 오빠가 호텔을 매각할 계획을 세우고 있었던 것이다. 그녀는 호텔을 지켜야만 한다. 그러려면 지분을 방어해야 하는데 마땅히 방법이 없다. 그 와중에 파혼한 전약혼남 동제가 나타나 자신과 결혼하면 지분을 넘겨주겠다며 제안한다.
- 고두심 : 자금순 (90대, 1923~1932) 역 - "내 새끼손가락을 꼭 잡았던 그 아이의 손을.. 그 감촉을.. 난 아직도 잊을 수가 없어, 한 번만... 죽기 전에 단 한 번만이라도... 그 아이를 다시 볼 수 있다면..."

국내 굴지의 호텔 체인 '호텔낙원'의 설립자이자 총수. (하지원 : 젊은 자금순)
월남하는 과정에서 안타깝게 가족과 생이별하고, 고향을 잃고 정처 없이 떠도는 이들 혹은 전쟁의 아픔을 안고 부유하는 사람들에게 안식처를 주고 싶다는 마음으로 여관을 차렸다. ‘낙원’이라는 이름을 붙여.
15년이 흐른 뒤, 그녀의 사정을 알면서도 사랑한다는 사업가를 만나, 다시 대한민국에서 가정을 꾸리고 새로운 삶을 시작한다. 음식에 대한 뛰어난 이해와 여행자를 배려하는 서비스 정신, 온갖 풍파를 겪으며 격동의 시대를 헤쳐 온 그녀의 카리스마 넘치는 경영을 통해 낙원호텔은 대한민국 최고의 호텔이 된다.
하지만 늘 북에 남겨둔 가족들을 그리워하던 금순은, 2000년 재개 된 이산가족상봉에서 아들이 느지막하게 얻은 북쪽의 손자를 보게 된다. 조그마한 손이 그녀의 손을 꼭 쥔 채 떨고 있었다. 헤어지기 싫은 것처럼. 그러나 불행히도 그것이 마지막 만남이었다. 이산가족상봉은 매해 이뤄졌지만 그날 이후로 북의 아들과 손자의 소식을 알 수 없게 된 것이다.
그리움과 회한에 잠기는 것도 잠시, 그녀의 인생은 북쪽에 있는 것이 아니었다. 호텔은 나날이 번창해가고, 늘어나는 지점과 커져가는 규모, 이제는 그녀 자신이 직접 음식을 하거나 손님을 맞이하지 않아도 호텔은 화려하게 운영된다.
70대에 남편이 먼저 떠났고, 80대엔 아들 내외가 불의의 사고로 세상을 등졌다. 남쪽에 남은 손주들이 이제 그녀의 마지막 가족이다. 이제 내가 죽어도 아이들은 평생 누리며 살 수 있을 것이다.
하지만 이제 그녀에게 남은 시간은 단 3개월.
천수를 누렸다는 것은 어쩌면 자신을 두고 한 말일지도 모른다.
이제 와서 ‘죽음’에 어떠한 두려움이 있겠는가?
하지만 죽기 전 한번만이라도 그 아이를 만날 수 있다면, 그 아이에게 지금껏 못해줬던 모든 것을 다 해줄 텐데. 밀려오는 회한 속에서 마지막으로 빌어본다.
단 한번이라도 그 아이를 다시 만나고 싶다. 내 손을 꽉 잡았던 북녘의 그 아이를.
- 권상우 : 배동제 (30대 후반) 역 - "너한테 꼭 필요한 게 나한테 있어, 그러니까 넌 그걸 갖기 위해서라도... 날 사랑해야만 해."

유통체인을 거느린 거대 재벌그룹 '삼우'의 후계자. 잘 생긴 외모에 사소한 것 하나하나까지 귀족의 풍모가 느껴지는 내추럴 본 재벌.
자신의 생각을 드러내는데 있어 거리낌이 없고 타인의 기분을 전혀 배려하지 않는 과감한 언행을 일삼는다. 그러나 그의 말에는 그 나름대로의 확고한 논리와 확신이 있어서 예의 없다는 소리를 들을 지언정 말도 안 된다는 소리는 절대 듣지 않는, 재수 없지만 인정할 수밖에 없는 그런 스타일의 남자.
거대 그룹 ‘삼우’의 후계자로 어린 시절부터 키워졌고, 원하는 것은 무엇이든 손에 넣었기에 가지고 싶은 것에 대한 열망이 거의 없었다. 그가 무언가를 갖고 싶다고 ‘생각’하면 남은 것은 어떤 것을 가질지를 골라야 하는 ‘선택’뿐이었기 때문이다.
약혼녀 세연과 파혼하기 전까지는 말이다.
그는 어린 시절부터 여러 여자들을 봐 왔고 앞으로 자신의 와이프가 될 여자를 여느 때처럼 그저 ‘선택’했을 뿐이다.
그럼 그냥 내 것이 됐어야 하는데, 그녀는 그의 아내가 되지 않았다.
단 한 번, 유일하게 놓쳐버린 그 무언가가 어느 새 그의 심장에 말뚝처럼 박혀 흔들리고 있었다.
그래서 그는 눈에 띄지 않게 낙원의 주식을 샀다. 호텔의 경영권을 놓고 전쟁이 벌어지면 그녀는 그 전쟁에서 승리하기 위해 자신이 필요해질 것이고 ‘나’를 갖고 싶어 할 것이다.
그리고 그렇게 될 것이다. 이것이 배동제의 사랑 방식이다.
- 정지소 : 서윤희 (20대) 역 - "어떤 연극을 하는지가 중요한 게 아니야, 누구랑 하느냐가 중요한 거지."

무명의 연극배우로 인생의 '욜로(YOLO)'를 즐기고 있는 초 엘리트. 변호사 엄마, 치과의사 아빠의 전문직 초 엘리트들 사이에서 태어난 '천재' 외동딸.
다만 지금은 누구도 모르는 작은 극단에서 엄청난 대본암기력과 특유의 순발력으로 어떤 역할이든 전천후로 땜빵 가능한 인재로 평가 받는 중이다.
어릴 적, 부모님이 공부 잘 하는 자신을 칭찬하는 일이 유일한 행복이었다.
그래서 공부를 했고 모든 것이 그녀에겐 쉬웠다. 중학교, 고등학교를 월반하고 미국의 대학에 조기 진학한 그녀는 2년만에 학부를 통과하고 로스쿨에 들어갔다. 로스쿨을 패스하고 변호사 자격증을 땄을 때 그녀의 나이 고작 25세.
그러다 로스쿨을 졸업할 무렵, 부모님이 이혼하면서 그녀는 깨닫게 된다.
자신의 인생은 도대체 누구를 위한 것이었을까? 윤희는 부모님의 명성에 걸맞은 딸이 되었고, 이제 그녀가 모든 과정을 패스했으니 부부로 남을 이유는 더 이상 없다는 듯 쿨 하게 갈라선 부모님.
그녀는 모든 친구들이 갖고 있지만 자신은 얻지 못한 그 ‘또래의 추억’을 얻기 위해 일탈을 감행한다. 연극을 택한 이유는 간단했다. 한번이라도 부모님의 딸, ‘신동 서윤희’가 아니라 전혀 다른 인물로 다양한 삶을 살아보고 싶었다. 그렇게 극단 단원들과 어울리고, 또래 친구들처럼 극단 내의 누군가를 짝사랑하며 그녀는 처음으로 자신의 삶을 온전히 즐기고 있었다.
그런 그녀의 짝사랑 상대인 재헌이 갑작스러운 제안을 한다. 그의 아내가 돼 달라고. 어디서부터 시작해야 될까 혼자 안절부절못하는데 알고 보니 연극이란다. 비밀스럽고, 거대한. 사실 그녀에게 그 연극이 무엇인지는 중요하지 않았다.
누구랑 하느냐가 중요했을 뿐. 그렇게 재헌과 함께 자금순의 집으로 들어가게 된다.
그런데 막상 이 집으로 들어오니, 생각지도 못했던 위험이 도사리고 있다. 상류사회로 되돌아오면서 오히려 자신의 신분이 노출 될 위협에 직면하게 되는 그녀.
할머니를 속이고, 진짜 ‘나’를 들키지 않고, 재헌오빠의 마음까지 사로잡을 수 있을까?
할 수 있다! 가라! 서윤희!!!
- 성동일 : 정상철 (50대) 역 (아역 : 다원) - "자네 연극 한번 해보지 않겠나? 인생을 바꿀 만큼... 크고 아름다운 무대에서."

낙원호텔의 '전(前)'지배인이자 총수 자금순의 오른팔.
제나 기품을 잃지 않는 단정한 외모, 꼿꼿한 자세와 부드러운 말투, 흔들림 없는 편안한 미소는 전형적인 영국신사를 연상시키지만, 과거의 그를 상상할 수 있는 사람은 없다.
고아출신으로 삽대신 칼을 쥐었고, 전설처럼 회자되는 ‘낙원호텔 칼부림 사건’의 한복판에 있었다. 사건당시 현장에 휘말렸던 자금순을 구해주려다 큰 부상을 당하게 되고, 우여곡절 끝에 살아난 그는 자금순에게 구원을 받게 된다. 칼을 맞아 죽음의 위기에 몰렸던 그를 치료해준 것은 물론 칼부림 사건의 모든 책임을 덮어쓸 뻔한 그를 구해준 것이다. 모든 사건이 일단락되고, 그녀가 그를 호텔에 채용하게 되면서 그는 자금순을 위한 인생을 살기로 결심한다.
그는 어쩌면 가족들보다 더 자금순을 잘 알고 있는 인물일지도 모른다. 그런 금순이 원하는 마지막 소원. 북에 놓고 온 손주를 만나는 일. 그는 일대를 수소문했고 기적처럼 그 아이를 찾아냈다! 허나 불행히도 그 아이는 그녀의 마지막 소원에 걸 맞는 그런 인물이 아니었다. 그녀의 기대와는 달리 기억 속 귀여운 손주가 아니라 악행으로 점철 된 불한당이었다.
금순이 손주를 만나게 하는 게 진정 그녀를 위한 일일까? 이것은 끊임없이 그를 괴롭혀 오던 문제였고, 그 사이 금순의 건강이 급격하게 나빠지면서 그는 운명적 선택을 강요받을 수밖에 없었다.
그 때, 그의 머릿속에 한 가지 생각이 스친다. 어차피 남은 시간은 3개월 남짓이다. 단 3개월만 그녀를 속일 수 있다면... ‘가짜’지만 완벽한 손주를 데려와 그녀의 마지막을 행복으로 물들여줄 수 있다면?
그래. 연극을 한번 해보는 거다, 상철은 그렇게 결심했다.
- 노상현 : 리문성 (20대 후반) 역 - 모든 비밀의 시작점이 되는 인물, 북한 출신의 말수꾼이자 조선족 계열의 마약조직 소속. 후에 조직과 싸우면서 다수의 사상자를 낸 후 종적을 감춘다.

### 자금순 가
- 지승현 : 박세준 (40대, 1973~1982) 역 - 낙원 호텔의 첫째 아들이자 대주주, 현실적인데 냉철해지는 전문가다. 지원(우슬혜)의 남편. 세규(대훈)의 형. 세연의 오빠가 된다.

- 최대훈 : 박세규 (30대 후반, 1983~1987) 역 - 낙원 호텔의 둘째 아들, 속칭 '방탕한 왕세자'로 명품과 슈퍼카 2개로 무장한 '한량력' 이만프로의 진정한 한량이 된다.

- 황우슬혜 : 현지원 (30대, 1983~1992) 역 - 전직 아나운서 출신으로 세준(승현)의 아내, 엘레강스한 미녀로 결혼 한 지 오래 됐음에도 흐트러짐 없는 모습이 유지되지만 의외의 허술함을 가진 인물이다.

- 배해선 : 윤정숙 (50대, 1963~1972) 역 - 자금순 집안의 유일한 가정부이다.

### 그 외 인물
- 김현숙 : 홍라경 (40대) 역 - 낙원호텔의 매니저, 언제나 나사 하나 빠져있는 것 같은 세연에게는 언니 같은 존재.

- 정유진 : 송효진 (20대 후반) 역 - 세연의 친한 동생, 대형 건설사의 막내딸이자 대한항공 스튜어디스. (특별출연)

- 손종학 : 김승도 (60대) 역 - 낙원호텔의 전무이사, 자금순 회장을 제외하면 사내 최고직.

- 한재영 : 장태주 (40대) 역 - 흥신소를 운영하는 전직 형사, 상철의 의뢰를 받고 낙원의 '진짜 손자'의 행방을 오랫동안 추적해 왔다.

- 최동구 : 승현 역

- 문진승 : 기현 역

- 이선정

### 특별 출연
- 안내상 : 안우현 역 - 금순의 주치의이자 중앙 미래병원장

- 김영민 : 리영훈 역 - 한국전쟁 당시 피난 과정에서 금순과 떨어지게 된 그녀의 아들

- 이이경 : 박노광 역

- 장혜진 : 오가영 역 - 서윤희의 어머니, 변호사

- 우현 : 장호균 역 - 남녀배우 공개오디션에서 재헌을 심사했던 감독

- 최정원 : 효진 의 남편 역

- 정의제 : 무진 역

- 홍기준

- 최정우 : 철진 역

- 다원 : 젊은 정상철 역

- 박지원 : 젊은 윤정숙 역

- 백진희 : 진숙 역 - 리문성의 아내

- 김강현 : 해랑일보 기자 역

- 나인우 :

- 서주현 : 32세 장태주 의 아내 역

- 미상 : 천주영 고객 역

## 수상 경력
- 2022년 KBS 연기대상
  - 베스트 커플상 (강하늘&하지원)
  - 남자 조연상 (성동일)
  - 여자 신인상 (정지소)
  - 남자 인기상 (강하늘)
  - 남자 최우수상 (강하늘)
  - 여자 최우수상 (하지원)

## 시청률
최저 시청률과 최고 시청률은 시청률 조사회사와 지역별로 시청률에 차이가 있을 수 있습니다.
| 2022년 | 2022년    | 2022년          | 2022년        |
| 회차   | 방송일    | AGB 시청률      | AGB 시청률    |
| 회차   | 방송일    | 대한민국 (전국) | 서울 (수도권) |
| ------ | --------- | --------------- | ------------- |
| 제1회  | 10월 31일 | 7.2%            | 7.2%          |
| 제2회  | 11월 1일  | 3.1%            | 3.1%          |
| 제3회  | 11월 7일  | 5.6%            | 5.4%          |
| 제4회  | 11월 8일  | 6.0%            | 5.5%          |
| 제5회  | 11월 14일 | 4.7%            | 4.2%          |
| 제6회  | 11월 15일 | 5.6%            | 5.3%          |
| 제7회  | 11월 22일 | 4.3%            | 3.9%          |
| 제8회  | 11월 29일 | 4.3%            | 4.0%          |
| 제9회  | 12월 5일  | 4.2%            | 4.0%          |
| 제10회 | 12월 6일  | 5.4%            | 5.2%          |
| 제11회 | 12월 12일 | 5.5%            | 5.4%          |
| 제12회 | 12월 13일 | 6.1%            | 5.9%          |
| 제13회 | 12월 19일 | 4.6%            | 5.0%          |
| 제14회 | 12월 20일 | 5.2%            | 5.1%          |
| 제15회 | 12월 26일 | 5.3%            | 5.1%          |
| 제16회 | 12월 27일 | 5.7%            | 5.0%          |

## 결방 사유 및 편성 변경
- 2022년 11월 1일 : KBS 스포츠 2022년 한국시리즈 1차전 키움 히어로즈 VS SSG 랜더스 중계방송으로 인한 밤 10시 55분으로 편성 변경. (2회)

- 2022년 11월 21일 : 《2022 카타르 월드컵》 잉글랜드 VS 이란 중계방송으로 인한 결방.

- 2022년 11월 28일 : 《2022 카타르 월드컵》 대한민국 VS 가나 중계방송으로 인한 결방.

## OST
- Part Ⅰ. 백지영 - 오지 않는 사람아 (2022.10.31 발매)
- Part Ⅱ. 조수미 - 민들레야 (2022.11.01 발매)

## 참고 사항
- 성동일과 권상우는 2015년에 개봉한 영화 《탐정: 더 비기닝》, 2018년에 개봉한 영화 《탐정: 리턴즈》, 2019년에 개봉한 영화 《두번할까요》, 2022년에 개봉한 영화 《해적 Part Ⅱ: 도깨비 깃발》 에 이어서 5번째로 호흡을 맞추는 계기가 되었다.

- 황우슬혜는 2022년에 방송된 KBS 2TV 월화 드라마 《미남당》 이후로 3개월 만에 출연하는 작품이다.

- 같은 소속사 출신인 강하늘과 한재영은 2017년에 개봉한 영화 《재심》과 2022년에 방송된 JTBC 수목 드라마 《인사이더》 에 이어서 세번째로 호흡을 맞추는 작품의 계기가 되었다.

- 하지원과 권상우는 2004년에 개봉한 영화 《신부수업》 이후로 18년 만에 재회하는 작품이다.

- 성동일과 하지원은 2020년에 개봉한 영화 《담보》 이후로 두번째로 호흡을 맞추는 계기가 되었다.

- 강하늘과 윤상호 PD는 2021년 방송된 KBS 2TV 월화 드라마 《달이 뜨는 강》에 이어서 두 번째로 호흡을 맞추는 계기가 되었다.

- 정지소와 장혜진은 영화 《기생충》 이후 3년 만에 다시 한번 호흡을 맞추는 작품의 계기가 되었다.

- 성동일과 고두심은... 2002년부터 2003년까지 방송된 SBS 대하드라마 《야인시대》 이후 19년 만에 재회하는 작품의 계기가 되었다.

- 최대훈과 강하늘은 JTBC 드라마 《인사이더》 에 이어서 다시 한번 더 호흡을 맞추는 계기가 되었다.